# Lee de Forest
Lee de Forest (26. srpna 1873, Council Bluffs – 30. června 1961, Hollywood) byl americký fyzik a vynálezce. Patentoval 180 vynálezů.
Roku 1906 vynalezl elektronku se třemi elektrodami, kterou nazval audion, první efektivní zesilovač elektrického signálu. Do vynálezu tranzistoru v roce 1947 byla součástí všech rozhlasových a televizních přijímačů, radarů a telefonů. Patent později prodal firmě AT&T and the Bell System, aby odvrátil svůj bankrot (byl v té době svými věřiteli dokonce obviněn ze zpronevěry a podvodu).
Významně se také podílel na vzniku zvukového filmu, když roku 1919 patentoval tzv. phonofilm (podobné patenty ovšem podali i Eric Tigerstedt, Josef Engl, Hans Vogt a Joseph Massole). Jeho patent zakoupila společnost Fox Film Corporation, nakonec se ale pro rozšíření zvukového filmu stal klíčový systém Vitaphone společnosti Warner Brothers.
Během svého života vedl nesčetně patentových sporů, za právní služby kvůli tomu utratil většinu toho, co jeho patenty vynesly. Velmi těžce nesl, že svět uznával za vynálezce rozhlasu Guglielma Marconiho, známá byla jejich soutěž na jachetních závodech v New Yorku roku 1901, kdy oba měli za pomoci vlastních přístrojů dokázat přenos na dálku. Nepovedlo se to však ani jednomu, neboť se jim navzájem pomíchaly frekvence. Forest pak ve vzteku hodil své přístroje do vody.
Politicky byl silně konzervativní, zejména v 50. letech prezentoval svůj silný antikomunismus. Franklina Roosevelta nazýval „prvním fašistickým prezidentem Spojených států“.